# Arzamaszi Gépgyár

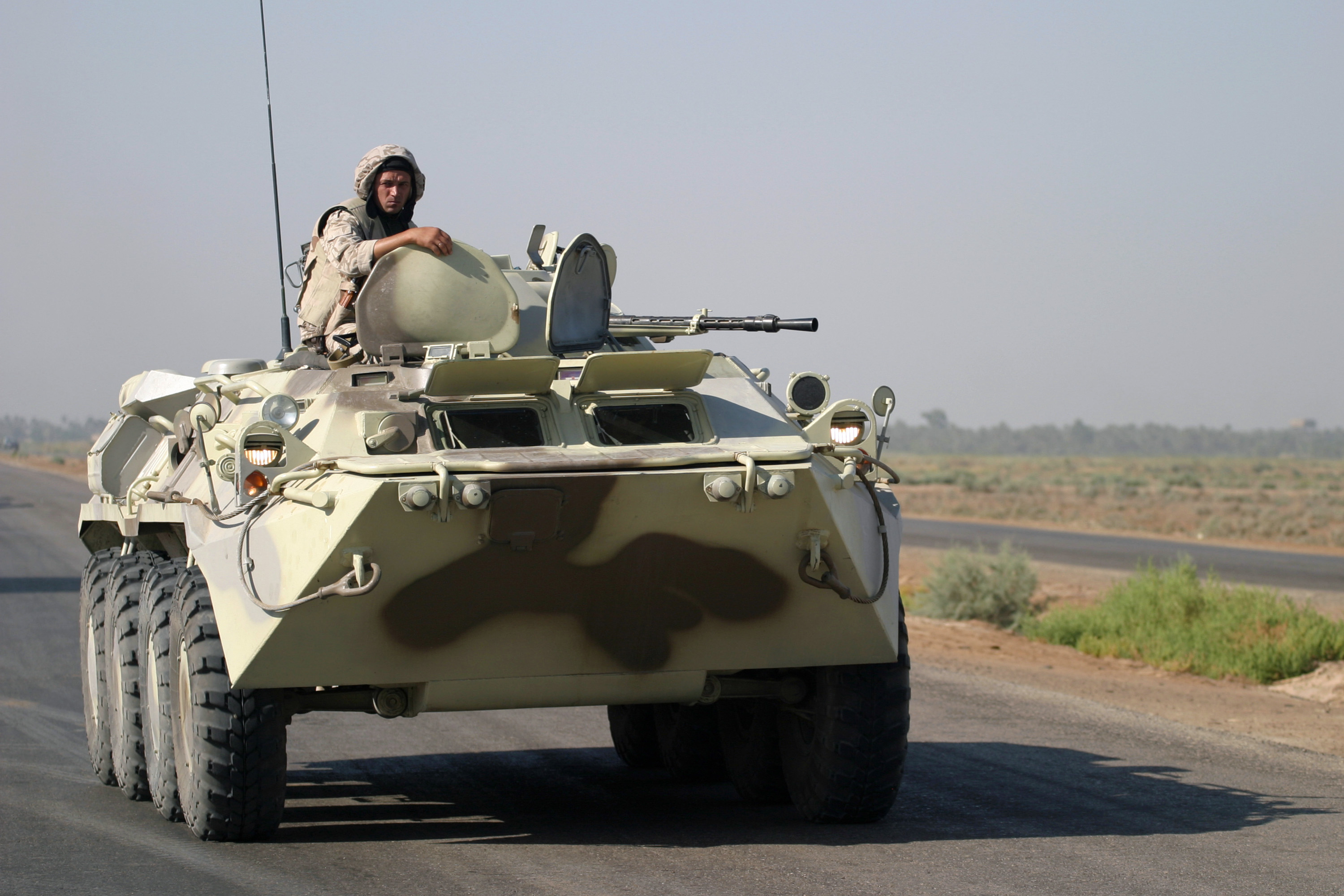
BTR–80 páncélozott szállító harcjármű

Az Arzamaszi Gépgyár, rövidítve AMZ (oroszul АМЗ – Арзамасский машиностроительный завод) a GAZ Csoporthoz tartozó orosz gépgyártó vállalat a Nyizsnyij Novgorod-i területen található Arzamasz városban. 1972-ben alapították. Elsősorban gumikerekes harcjárműveket, speciális terepjáró járműveket és jármű-részegységeket gyárt.
A Szovjetunió Minisztertanácsa 1967. február 4-én adott ki rendeletet egy üzem felépítésére Arzamaszban, amely a Gorkiji Autógyár (GAZ) modelljeihez állít elő alkatrészeket. 1969-ben kezdődött az építkezés és 1972-ben indult meg a termelés az üzemben, amely a GAZ részeként működött. Kezdetben teherautókhoz gyártottak hidraulikus lengéscsillapítókat. Később a termékskála fokozatosan bővült. Elkezdték a sebességváltó-házak, kardántengelyek gyártását a GAZ teherautóihoz, majd hidraulikus szivattyúk és mellső felfüggesztések készültek a Volga személygépkocsikhoz. 1980-tól kezdte a gyár a BTR-sorozat páncélozott szállító harcjárműveinek gyártását, majd 1983-ban kapta az Arzamaszi Gépgyár nevet. A harcjárművek mellett az 1980-as évek vége óta a BTR-eken és a GAZ-teherautókon alapuló speciális rendeltetésű járműveket is gyárt. 

## Gyártmányai

### Harcjárművek
- BTR–90 (GAZ–5923)
- BTR–80, BTR–80A (GAZ–5903)
- GAZ–3937 Vodnyik
- BREM–K
- BMM

### Speciális járművek
- GAZ–5903V Vetluga (tűzoltó jármű)
- GAZ–5903ZS (nagy terepjáró képességű mentő jármű)
- GAZ–59037 (kétéltű terepjáró)